# Enrico IV di Kuenring-Weitra
Enrico IV di Kuenring-Weitra (intorno al 1220 – 12 maggio 1293) fu un ministeriale dell'Ostarrîchi della stirpe dei Kuenringer.

## Biografia
Enrico IV, menzionato per la prima volta in un documento nel 1240, nacque probabilmente non prima del 1220, figlio minore di Hadmar III, soprannominato il cane di Kuenring. Dopo che i figli di suo zio Enrico III morirono senza eredi, continuò la tradizione di famiglia insieme a suo fratello Albero V, secondo la quale le principali aree di interesse dovevano essere divise tra i fratelli: pqe questo il fulcro principale di Enrico divenne il Waldviertel settentrionale avente come centro Weitra, la cui linea collaterale fu chiamato "Kuenring-Weitra" dal 1251, mentre Albero ottenne Dürnstein con i possedimenti sul Danubio e nella Wachau oltre alle città di Zwettl e Zistersdorf. Da quel momento in poi la sua linea collaterale fu chiamata "Kuenring-Dürnstein". Dal 1250 circa, si parla di una linea collaterale di Weitra-Seefeld e di una linea collaterale di Dürnstein. Tuttavia, non vu fu mai una vera divisione, ma un membro della stirpe di solito assumeva il ruolo di guida.
Nel corso del XIII secolo, i Kuenringer si erano trasformati da ministeriali del sovrano a ministeriali del paese ("ministeriales Austriae"), che erano i garanti della continuità del paese. Enrico e il fratello Albero stabilirono stretti rapporti con la nobiltà stiriana e morava e, come sovrani territoriali (Landesherr), appartenevano alla classe dirigente aristocratica del paese.
Enrico si concentrò sulle opportunità di sviluppo nel nord, risultanti dall'unione personale con la Boemia, e stabilì stretti legami con la nobiltà boema. Quando nel 1251 il principe ereditario boemo Ottocaro II della stirpe Přemyslide fu portato nel paese come sovrano, aveva bisogno dei Landesherren per esercitare la sua autorità, e i Kuenringer divennero tra i suoi più potenti sostenitori. Enrico fu maresciallo supremo e ricevette anche il titolo e la dignità di zupano (Burggrafen) dal re di Boemia.
Dopo la morte di Albero nel 1260, Enrico assunse la guida della casata. Mentre i suoi tre nipoti della linea di Dürnstein si unirono al re Rodolfo I d'Asburgo, Enrico rimase un fedele seguace del re Ottocaro. La linea collaterale di Weitra dei Kuenringer beneficiò del governo di Ottocaro e grazie alla loro posizione chiave sul e oltre il confine e alle loro strette relazioni con la Boemia. Il figlio maggiore di Enrico, Enrico V, sposò Elisabetta, una figlia illegittima del re Ottocaro, nel 1275 e concluse così il matrimonio di più alto rango di un Kuenringer fino a quel momento.
Sebbene Enrico si sottomise nel 1276 dopo la vittoria di Rodolfo nella prima campagna contro Ottocaro II, egli mantenne il suo legame con Ottocaro. Quando si scoprì che lui e suo figlio stavano cospirando contro il re Rodolfo, persero gli uffici e le proprietà prima della battaglia di Marchfeld nel 1278 e fuggirono in esilio, ove morirono entrambi. Con la loro fuga, il "regno dei Kuenringer" nel Waldviertel iniziò a dissolversi.

## Famiglia e figli
Enrico sposò con Cunegonda di Dobra (?) ed essi ebbero cinque figli:
- Enrico V di Kuenring-Weitra (1241/45 circa-1281);
- Albero VII (1270 circa-1342);
- Hadmar VI († 1271 circa);
- Adelaide († 1281), che sposò Wulfing di Kiau;
- Maria († 1320), che sposò in prime nozze Reinbert/Reinprecht di Ebersdorf († 1288) e in seconde nozze 1289 Eberardo II di Wallsee.